# Georg Schwarz (homme politique, 1896)
Pour les articles homonymes, voir Georg Schwarz (homme politique, 1873) et Schwarz.
Georg Schwarz (né le 27 mars 1896 à Zwenkau et mort le 12 janvier 1945 à Dresde) est un homme politique et résistant allemand.

## Biographie
Schwarz, boulanger de profession, participe à la Première Guerre mondiale en tant que volontaire, mais revient en tant qu'opposant à la guerre. En 1918, il devient membre du SPD, en 1919 de l'USPD et enfin en 1920 du KPD . Au cours des années 20, Schwarz travaille dans la fonderie de fer Max Jahn de Leutzsch, dont les employés l'ont élu président du comité d'entreprise. En 1929, il est élu au parlement de Saxe (de). De 1929 à 1933, Schwarz est également secrétaire politique des sous-districts du KPD de Leipzig, Flöha et Zwenkau.
Après la « prise du pouvoir » par les nationaux-socialistes, Schwarz est arrêté dès la nuit du 1er au 2 mars 1933. Il est emprisonné dans les camps de concentration de Hohnstein et Sachsenburg. Après sa libération, il aide à reconstruire l'organisation désormais illégale du KPD à Leipzig, qu'il dirige depuis 1937/1938. Schwarz rejoint le groupe de résistance autour de Georg Schumann (de), Otto Engert (de) et Kurt Kresse (de). À partir de mars 1944, il est co-rédacteur en chef du journal publié illégalement Widerstand gegen Krieg und Naziherrschaft. En juillet 1944, Schwarz est arrêté. Condamné à mort en novembre 1944 et exécuté à Dresde le 12 janvier 1945.
Sa fille Sonja (1924–2013) est mariée à Alfred Kurella à partir de 1958.

## Honneurs
En août 1945, une rue des quartiers de Lindenau et Leutzsch à Leipzig, qui jusqu'alors portait le nom du martyr nazi Albert Leo Schlageter, porte le nom de Schwarz. Il a vécu ici au numéro 24. Le 21 août 2009, une pierre d'achoppement est posée ici par l'artiste Gunter Demnig. À Zwenkau également, une rue de la nouvelle zone de développement porte le nom de Georg Schwarz et une rue parallèle porte le nom d'Otto Engert.
Une plaque commémorative est attachée à la maison où il est né à Zwenkau jusqu'à la fin de 1989. La maison est démolie après 2010, on ne sait pas où se trouve la plaque.
De 1949 à 1992, l'actuel Alfred-Kunze-Sportpark de Leipzig s'appelait Georg-Schwarz-Sportpark. Aujourd'hui, une plaque commémore Georg Schwarz. En outre, un groupe de fans de la BSG Chemie Leipzig s'est nommé d'après le combattant de la résistance. Deux écoles à Leipzig et une école à Borna, Grimma et Olbersdorf sont nommées d'après lui, ainsi qu'une fonderie d'acier  dans ce dernier lieu.